# Elymnias chelensis
Elymnias chelensis är en fjärilsart som beskrevs av De Nicéville 1890. Elymnias chelensis ingår i släktet Elymnias och familjen praktfjärilar. Inga underarter finns listade i Catalogue of Life.